# Nämdö distrikt
Nämdö distrikt är ett distrikt i Värmdö kommun och Stockholms län. 
Distriktet omfattar ön Nämdö och omgivande öar. 

## Tidigare administrativ tillhörighet
Distriktet inrättades 2016 och utgörs av socknen Nämdö i Värmdö kommun.
Området motsvarar den omfattning Nämdö församling hade vid årsskiftet 1999/2000.